# Ala Vazhenina
Ala Vazhenina (en kazajo: Алла Важенина; Shádrinsk, URSS, 29 de mayo de 1983) es una deportista kazaja que compitió en halterofilia. Participó en los Juegos Olímpicos de Pekín 2008, obteniendo una medalla de oro en la categoría de 75 kg.

## Palmarés internacional
| Juegos Olímpicos | Juegos Olímpicos | Juegos Olímpicos | Juegos Olímpicos |
| Año              | Lugar            | Medalla          | Categoría        |
| ---------------- | ---------------- | ---------------- | ---------------- |
| 2008             | Pekín (China)    | Medalla de oro   | 75 kg            |